# Imigração argentina no Brasil
Argentino-brasileiro ou Brasilo-argentino é um brasileiro de completa ou parcial ancestralidade argentina, ou um argentino residente no Brasil. O Brasil, possui aproximadamente 79.744 argentino-brasileiros.
Recentemente, em função da recessão econômica que vinha afetando a Argentina desde 2018 e que se intensificou a partir de 2020 com a pandemia de COVID-19, alguns argentinos estão se mudando para o Brasil em busca de melhores oportunidades.
A descontrolada inflação, o aumento de impostos, o estrito controle do capital na Argentina, a constante perda de valor do peso argentino e o aumento da pobreza, representam alguns dos fatores que levam ao incentivo no processo de imigração argentina para o Brasil, e também para outros países.

## Principais destinos dos argentinos no Brasil
| Municípios por população argentina em 2020 (inclui residentes temporários) | Municípios por população argentina em 2020 (inclui residentes temporários) | Municípios por população argentina em 2020 (inclui residentes temporários) | Municípios por população argentina em 2020 (inclui residentes temporários) |
| Posição                                                                    | Município                                                                  | Estado                                                                     | População total                                                            |
| -------------------------------------------------------------------------- | -------------------------------------------------------------------------- | -------------------------------------------------------------------------- | -------------------------------------------------------------------------- |
| 1                                                                          | São Paulo                                                                  | São Paulo                                                                  | 12 411                                                                     |
| 2                                                                          | Rio de Janeiro                                                             | Rio de Janeiro                                                             | 6 927                                                                      |
| 3                                                                          | Florianópolis                                                              | Santa Catarina                                                             | 4 916                                                                      |
| 4                                                                          | Armação dos Búzios                                                         | Rio de Janeiro                                                             | 4 075                                                                      |
| 5                                                                          | Curitiba                                                                   | Paraná                                                                     | 2 240                                                                      |
| 6                                                                          | Porto Alegre                                                               | Rio Grande do Sul                                                          | 1 872                                                                      |
| 7                                                                          | Balneário Camboriú                                                         | Santa Catarina                                                             | 1 831                                                                      |
| 8                                                                          | Belo Horizonte                                                             | Minas Gerais                                                               | 1 311                                                                      |
| 9                                                                          | Campinas                                                                   | São Paulo                                                                  | 1 236                                                                      |
| 10                                                                         | Foz do Iguaçu                                                              | Paraná                                                                     | 1 189                                                                      |
| 11                                                                         | Salvador                                                                   | Bahia                                                                      | 1 123                                                                      |
| 12                                                                         | Uruguaiana                                                                 | Rio Grande do Sul                                                          | 1 020                                                                      |

## Argentino-brasileiros notáveis

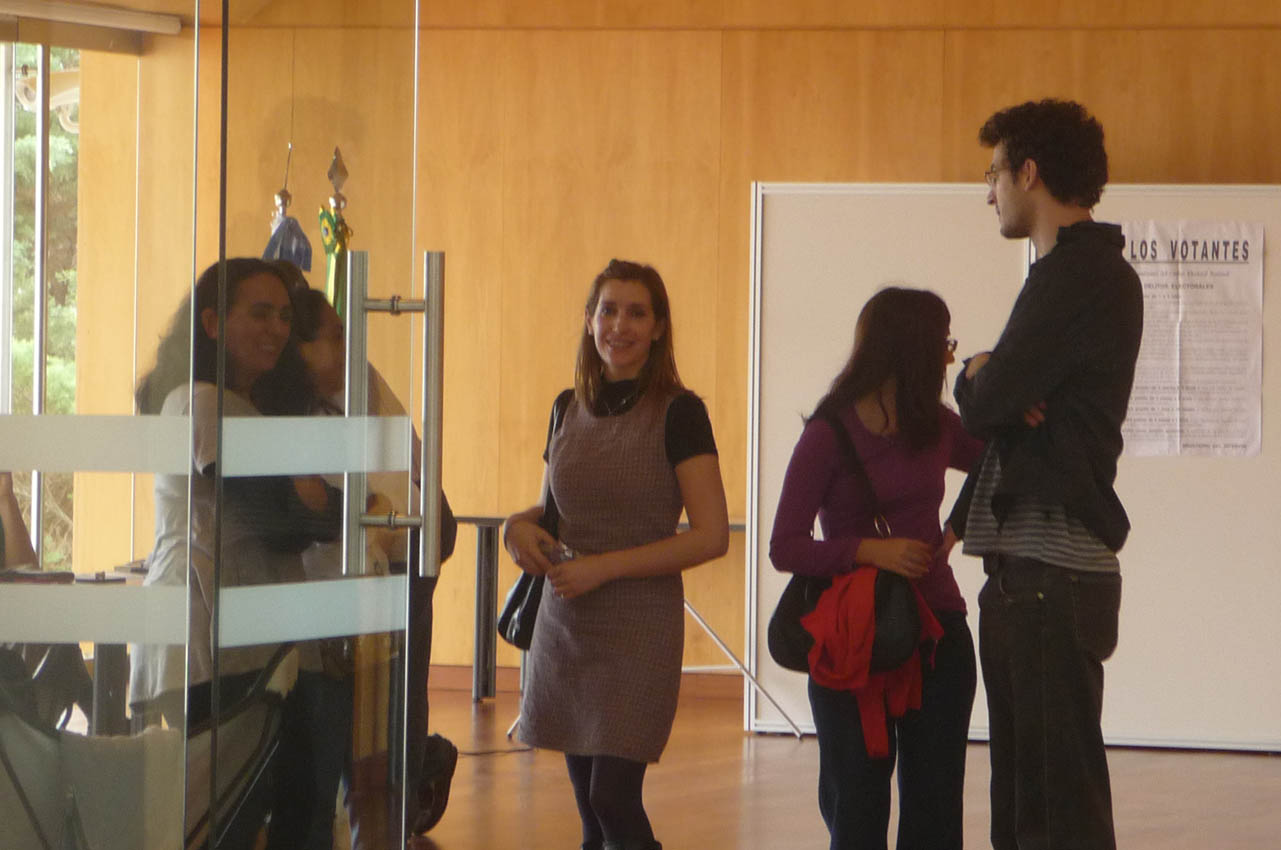
Grupo de argentinos dentro da embaixada argentina em Brasília.

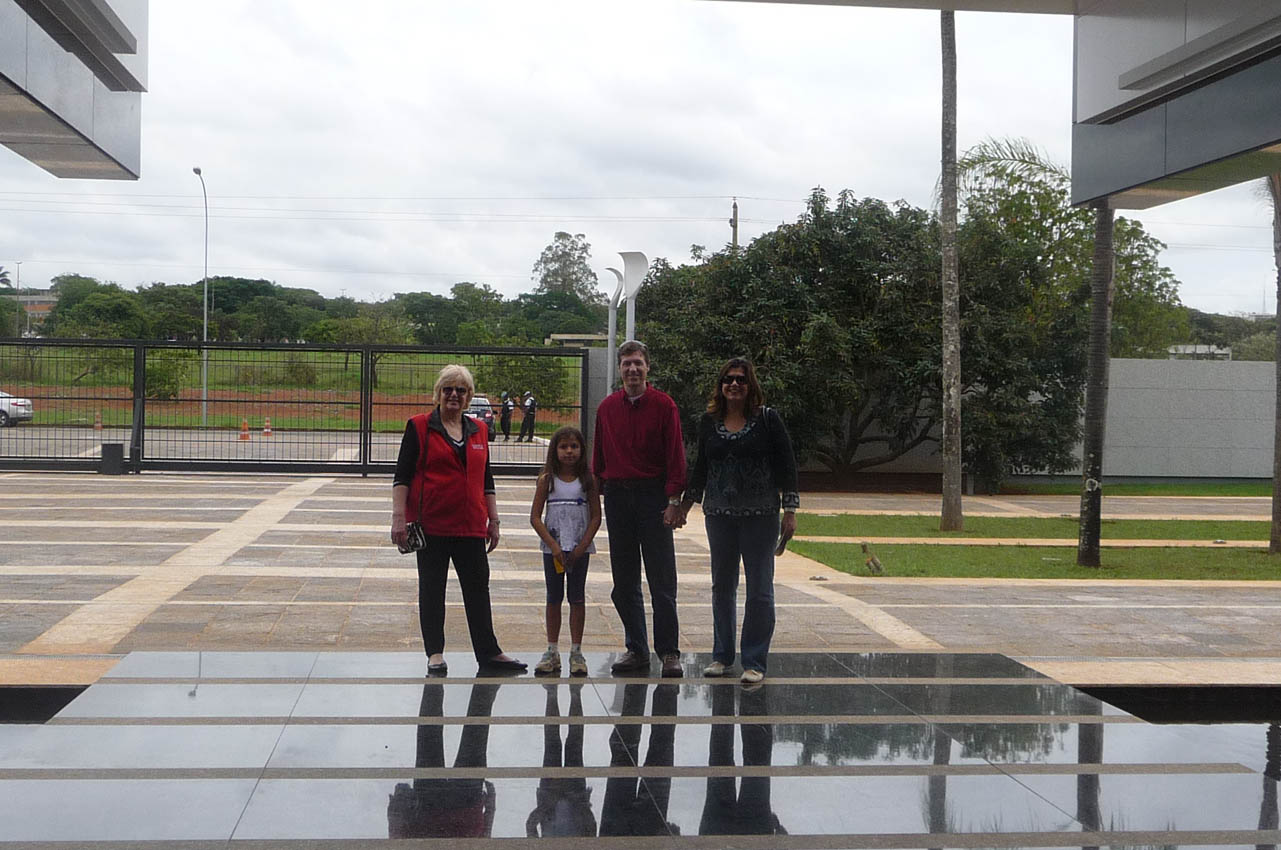
Grupo de argentinos do lado de fora da embaixada argentina em Brasília.

Aarón Wergifker
- Adriana Prieto
- Alexia Dechamps
- Alfredo Oroz
- Ana Maria Poppovic
- Andrés Lieban
- Carlos Esteban Frontini
- Carlos Pronzato
- Carybé
- Diego Padilla
- Eva Wilma
- Fernando Bengoechea
- Fernando Meligeni
- Gustavo Dahl
- Héctor Babenco
- Idel Becker
- Irma Alvarez
- Juan José Balzi
- Júlio César da Silva Gurjol
- Lúcio Yanel
- Luis Favre
- Luis Trimano
- Lyonel Lucini
- Madame Mim
- Miguel Cândido da Trindade
- Miguel Costa
- Miriani Griselda Pastoriza
- Narciso Doval
- Paola Carosella
- Patrício Bisso
- Rafael Daniel
- Renata Fronzi
- Ricardo Boechat
- Rodolfo Zalla
- Sebastián Cuattrin
- Sergio Morettini
- Suely Franco
- Susana Gonçalves
- Tom Payne
- Yasmin Brunet
- Vivianne Pasmanter
- Willy Verdaguer